# PANDORA archive
PANDORA és l'arxiu web nacional australià per a la preservació de les publicacions en línia relacionades amb Austràlia i els australians. Va ser creada per la Biblioteca Nacional d'Austràlia el 1996 i avui dia hi col·laboren biblioteques de l'estat i altres organitzacions culturals com l'Australian Institute of Aboriginal and Torres Strait Islander Studies, State Library of South Australia i la National Gallery of Australia.
El nom, PANDORA, és un acrònim que encapsa la seva missió: la preservació i accés a recursos documentals en xarxa d'Austràlia (Preserving and Accessing Networked Documentary Resources of Australia). L'arxiu PANDORA recull recursos web australians, els conserva i els disposa per a la seva visualització a través del lloc web de PANDORA. La selecció dels llocs web es fa en funció de la seva importància cultural i el valor de la investigació. Cada institució participant selecciona llocs web d'acord amb els seus propis criteris relatius a la missió general d'aquest projecte.

## Història i objectius assolits.[1]
El 1995, la Biblioteca Nacional d'Austràlia va identificar un augment de la informació que es publicava únicament en publicacions en línia i va acceptar la responsabilitat de recol·lectar i preservar les publicacions australianes, independentment del format en el qual es trobessin.
El gener de 1996, es va crear la Comissió de Selecció de publicacions australianes en línia (Australian Online Publications) amb l'objectiu de desenvolupar les pautes de selecció d'aquest material. L'abril del 1996 es va crear la Unitat Electrònica d'Austràlia (rebatejada la Secció d'Arxiu Digital el 2003) per a seleccionar les publicacions en línia d'acord amb les directrius, per a negociar amb els editors pel dret d'arxivar els documents i catalogar-los a la Base de Dades Bibliogràfica Nacional.
L'Arxiu PANDORA ha assolit els següents objectius:
- Ser un arxiu de publicacions australianes en línia, com ara revistes electròniques, publicacions oficials i els llocs web de recerca o d'importància cultural relacionades amb Austràlia i els australians.
- La creació de polítiques, procediments i directrius de selecció per a la recopilació i el subministrament d'accés als articles de l'arxiu a llarg termini.
- La creació d'un sistema d'arxiu digital (PANDAS) per agilitzar la recollida i càrrega de publicacions i la gestió de l'accés del públic a aquestes.
- El disseny d'un enfocament nacional de col·laboració per a l'arxiu i la conservació a llarg termini de les publicacions en línia d'Austràlia, amb la participació de les biblioteques de l'estat australià i d'altres institucions culturals.
- La normalització amb la manera de resumir, identificar i indexar les publicacions que són arxivades a PANDORA.
- El desenvolupament de polítiques i investigacions en la preservació de les publicacions en línia, incloent-hi les metadades de preservació, la migració i l'anàlisi de riscos.

## Política de preservació digital.[2]

### Objectiu i abast
Pandora té l'objectiu de proporcionar accés a llarg termini als documents relacionats amb Austràlia i els australians publicats a la web. A més de la recollida de materials digitals i gestió dels mateixos per a l'accés actual, la finalitat del projecte és desenvolupar una infraestructura que permeti recollir, gestionar, conservar i mantenir disponibles les col·leccions digitals en el futur. La implementació dels principis de conservació digital dependrà de la infraestructura proporcionada per la Biblioteca i la disponibilitat de solucions rendibles, que podrien veure's influenciades per la previsió d'augment de les col·leccions de la Biblioteca, els canvis en les tecnologies i els cicles de reemplaçament de la infraestructura. En cas que hi hagués canvis de maquinari i programari i sorgís la necessitat de dur a terme una acció de conservació als fitxers a Pandora, la Biblioteca s'ha d'esforçar a mantenir la 'aparença' i el contingut dels títols, tot i que per raons tècniques i de recursos, això no sempre serà possible.
La preservació de col·leccions digitals de la Biblioteca consta de tres objectius principals:
- Mantenir l'accés a dades fiables a nivell de seqüències de bits
- Mantenir l'accés al contingut codificat a les seqüències de bits
- Mantenir l'accés al significat pretès i la disposició del contingut.

El procés de preservació digital de la Biblioteca es completarà només quan els tres objectius s'hagin abordat adequadament.
Les col·leccions digitals per a les quals la Biblioteca ha acceptat una responsabilitat de preservació inclouen:
- Recursos web australians seleccionats per a la seva inclusió a l'arxiu web de Pandora, a les seleccions periòdiques del domini web australià o a través d'altres programes.
- Enregistraments originals produïts per la digitalització de materials analògics de les col·leccions de la Biblioteca Nacional d'Austràlia o d'altres institucions.
- Publicacions digitals australianes (estiguin o no publicades en suport físic) adquirides per a les col·leccions de la Biblioteca.
- Arxius digitals originals no publicats adquirits o produïts per a la seva inclusió a l'arxiu especial de col·leccions de la Biblioteca, com manuscrits, fotos, història oral, mapes...

### Estratègies de preservació
Les estratègies de preservació que s'utilitzaran són: 
- Actuació en funció dels informes de contingut digital, les característiques i els riscos de metadades a través de col·leccions o conjunts definits de contingut administrat.
- Comparació de metadades tècniques per avaluar el risc i donar prioritat a la preservació, la planificació i l'acció.
- Intentar planificar l'acció de preservació de forma proactiva.
- La migració de format en el punt de recollida.
- La migració de format en el reconeixement dels riscos.
- La migració de format en el punt de lliurament.
- Emulació de diversos nivells d'ambients de programari i de maquinari.
- Manteniment o subministrament de programari o maquinari adequat.
- Documentar els problemes coneguts sense solució coneguda.
- La supressió.

### Sostenibilitat econòmica.
En referència als costos i recursos, la Biblioteca entén que l'acció de preservació és un cost inherent a la recol·lecció que inclou els costos associats a la tramitació, adquisició, administració i manteniment de l'accés als materials de les col·leccions digitals.

### Qüestions legals.
Aquesta llei de prevenció té en compte les disposicions legals de la Llei de Propietat Intel·lectual Australiana de 1968 (Australian Copyright Act 1968), modificada el 17 febrer 2016 per ampliar la cobertura de les provisions de dipòsit legal a les publicacions electròniques, que inclou els materials en línia.

## PANDAS (Sistema PANDORA d'arxiu digital).[3]
Inicialment, el projecte Pandora va disposar d'una infraestructura tècnica creada a partir de programari lliure. Quan l'arxiu va créixer i les col·laboracions van augmentar es va decidir crear un programari adaptat per al seu propi sistema d'arxiu digital per donar suport a les tasques i fluxos de treball del procés de preservació. Per donar suport a l'adquisició i gestió del creixent volum de dades, així com per donar suport a la creació d'arxius més eficient per als participants en les estacions de treball remotes, la Biblioteca va desenvolupar el Sistema PANDAS (PANDORA Digital Archiving System), utilitzat per afegir títols a PANDORA. En aquest sistema, el text complet dels continguts conservats en títols indexats i seleccionats són catalogats i inclosos en la Base de Dades Nacional Bibliogràfica. Els índexs i registres de catàleg de text complet es poden buscar a través del cercador de la pàgina.
PANDAS genera i assigna un número a cada títol que es registra. Aquest número es converteix en part de l'URL persistent de la pàgina d'entrada de cada títol arxivat. L'URL persistent es genera d'acord amb un esquema desenvolupat per la Biblioteca Nacional per a les seves col·leccions digitals. A més de proporcionar un identificador persistent a cada document en el nivell títol, PANDAS també crea un per a totes les parts que el componen.
L'identificador permanent per a qualsevol part d'un títol es pot determinar mitjançant el servei de cites. Aquest servei està disponible a la part inferior de cada pàgina d'entrada de títol, just sota l'identificador persistent pel títol.
PANDAS va ser dissenyat per suportar els fluxos de treball definits pel personal de la Secció d'arxiu web de la Biblioteca Nacional, i també adoptada pels altres participants del projecte PANDORA. Aquests fluxos de treball inclouen:
- Identificació, selecció i registre de títols candidats.
- Recerca del permís per arxivar la gravació.
- L'establiment de règims de recopilació.
- La recopilació d'arxius.
- La realització de la comprovació del control de qualitat.
- Iniciar els processos d'arxiu.
- Organitzar l'accés, la visualització, les metadades i les rutes d'accés als recursos arxivats.

PANDAS suporta aquests fluxos de treball per mitjà de les següents funcions:
- La gestió de les metadades administratives sobre els títols que han estat seleccionats per l'arxiu, rebutjats o estan sent avaluats.
- La gestió de les restriccions d'accés.
- La programació i l'inici de la recol·lecció dels títols seleccionats per al seu arxiu.
- La gestió de la comprovació de la qualitat i procés d'assegurament i problema associat de fixació.
- La preparació i organització de casos arxivats i llistats de títols i temàtiques.
- La provisió d'informes de gestió definits.

## Links
- PANDORA: Australia's Web Archive
- National Library of Australia